# Laimė
Laimė (dt. 'Glück') ist ein litauischer  weiblicher Vorname. Die männliche Form ist Laimis. 

## Personen
- Laimė Baltrūnaitė (* 1952),  Richterin im Obersten Verwaltungsgerichts Litauens